# Eustroma hampsoni
Eustroma hampsoni är en fjärilsart som beskrevs av Louis Beethoven Prout 1958. Eustroma hampsoni ingår i släktet Eustroma och familjen mätare. Inga underarter finns listade i Catalogue of Life.